# Folkomröstningen om Lissabonfördraget i Irland 2009
|                 | Alternativ      | Röster    | Andel   |
| --------------- | --------------- | --------- | ------- |
|                 | Ja              | 1 214 268 | 67,13 % |
|                 | Nej             | 594 606   | 32,87 % |
| Giltiga röster  | Giltiga röster  | 1 808 874 | 99,60 % |
| Ogiltiga röster | Ogiltiga röster | 7 224     | 0,40 %  |
| Röstberättigade | Röstberättigade | 3 078 132 |         |
| Valdeltagande   | Valdeltagande   | 1 816 098 | 59,00 % |

Folkomröstningen i Irland den 2 oktober 2009 handlade om en ändring av den irländska konstitutionen som skulle tillåta ett godkännande av Lissabonfördraget. Totalt röstade 59 procent av de röstberättigade, vilket var det högsta valdeltagandet för en irländsk folkomröstning om en EU-relaterad fråga sedan folkomröstningen om EU-medlemskapet 1972. 99,60 procent av rösterna var giltiga, och av dem var 67,13 procent ja-röster och 32,87 procent nej-röster.
Alla politiska partier i det irländska parlamentet, med undantag för Sinn Féin, förespråkade ett ja. På nej-sidan fanns bland annat EU-kritiska Libertas och abortmotståndarorganisationen Cóir. Resultatet innebar att Irland, som ett av de sista EU-länderna, slutligen kunde ratificera Lissabonfördraget. Folkomröstningen rev också upp utslaget i den första folkomröstningen om Lissabonfördraget, som hade hållits den 12 juni 2008.

## Bakgrund
Under sommaren 2005 röstade en majoritet av fransmännen och nederländarna nej till förslaget om en europeisk konstitution. Detta innebar att förslaget föll och en tid med reflektion inleddes. Två år senare, sommaren 2007, möttes unionens ledare för att diskutera ett nytt förslag, som precis som konstitutionen skulle reformera unionen för att anpassa den till det stigande antalet medlemsstater.
Det nya regelverket signerades i Lissabon den 13 december 2007 och kallades därmed för Lissabonfördraget. För att det skulle kunna träda i kraft krävdes dock att alla medlemsstater ratificerade det i enlighet med sina egna konstitutionella bestämmelser. Alla länder, utom Irland, valde att ratificera fördraget utan folkomröstningar. Irlands konstitution krävde dock att förslaget skulle underställas en folkomröstning.
En folkomröstning hölls den 12 juni 2008. Opinionsundersökningar antydde att en överväldigande majoritet skulle godkänna förslaget. En vecka innan folkomröstningen svängde dock opinionen kraftigt och omröstningen slutade med 53,40 procent emot och 46,60 procent för.
EU:s ledare beslutade att ratificeringsprocessen skulle fortsätta i övriga medlemsstater som ännu inte hade ratificerat fördraget. I december 2008 påbörjades arbetet för att ge Irland vissa garantier för att kunna hålla en ny folkomröstning om fördraget. Landet under senvåren 2009 garantier som berörde bland annat neutralitet, skatte- och abortpolitik. Undersökningar hade visat att oro för att Irlands självständighet i dessa frågor skulle minska var en vanlig orsak till att irländarna röstade nej i den första folkomröstningen. Europeiska rådet beslutade också att varje land även i fortsättningen skulle ha "sin egen" kommissionär. Samtidigt visade opinionsmätningar att opinionen åter hade blivit positiv till fördraget. En ny folkomröstning hölls därför fredagen den 2 oktober 2009.

## Valrörelsen

Ratificering per medlemsland
Ratificering i folkomröstning
Ratificering i enbart parlament

Alla irländska partier i parlamentet, utom Sinn Féin, förespråkade ett godkännande av grundlagsändringen. Bland de främsta förespråkarna återfanns regeringspartiet Fianna Fáil och de två största oppositionspartierna Fine Gael och Arbetarpartiet. Irlands gröna parti, Comhaontas Glas, hade inte haft någon officiell ståndpunkt i den första folkomröstningen. Detta eftersom partikongressen inte uppnådde den kvalificerade majoriteten på två tredjedelar som krävdes för att partiet skulle ta ställning för Lissabonfördraget. I den andra folkomröstningen kunde partiet dock enas om att förespråka ett ja till grundlagsändringen.
Även flera fackföreningar och företag, däribland Ryanair, förespråkade ett ja. Ja-sidan hävdade att ett ja var viktigt för Irlands ekonomi, i synnerhet för jobben, och att ett nej skulle innebär att Irland isolerades från övriga Europa.
På nejsidan fanns, förutom Sinn Féin, också den EU-kritiska rörelsen Libertas, med affärsmannen Declan Ganley i spetsen. Libertas misslyckades med att vinna mandat i Europaparlamentsvalet 2009 och Ganley avsåg därför lämna politiken för gott. På grund av Europeiska kommissionens inblandning i folkomröstningen kände Ganley sig provocerad och återkom i slutet av valrörelsen.
Även abortmotståndarrörelsen Cóir förespråkade ett nej, med motiveringen att fördraget skulle innebär att Irland inte längre skulle kunna föra en restriktiv abortpolitik.

## Valresultatet
|                 | Alternativ      | Röster    | Andel   |
| --------------- | --------------- | --------- | ------- |
|                 | Ja              | 1 214 268 | 67,13 % |
|                 | Nej             | 594 606   | 32,87 % |
| Giltiga röster  | Giltiga röster  | 1 808 874 | 99,60 % |
| Ogiltiga röster | Ogiltiga röster | 7 224     | 0,40 %  |
| Röstberättigade | Röstberättigade | 3 078 132 |         |
| Valdeltagande   | Valdeltagande   | 1 816 098 | 59,00 % |

Resultatet i respektive valkrets.

Inga opinionsinstitut genomförde några vallokalsundersökningar. Däremot genomförde två av de största partierna, Fianna Fáil och Fine Gael, egna undersökningar. Dessa visade att ja-sidan hade vunnit med ungefär 60 procent och att valdeltagandet var drygt 50 procent.
Rösterna räknades först dagen efter omröstningen. När de första valkretsarna var färdigräknade tydde allting på att ja-sidan hade fått en markant ökning i andelen röster. Ja-sidan fick flest röster i 41 av de 43 valkretsarna och ökade i genomsnitt med mer än tjugo procentenheter.
Valdeltagandet steg till rekordhöga 59,00 procent. Det var det högsta valdeltagandet i en irländsk EU-folkomröstning sedan folkomröstningen 1972 om EU-medlemskap.

### Geografisk spridning
Alla 43 valkretsar följde samma trend; stödet för ja-sidan ökade markant, medan nej-sidan minskade kraftigt. Endast i de två nordligaste valkretsarna behöll nej-sidan en majoritet av rösterna, men då endast med någon procentenhet fler röster.